# Revelations of the Black Flame
Revelations of the Black Flame es el cuarto álbum de estudio de la banda noruega de black metal 1349.
La grabación tuvo lugar en diciembre de 2008 en un estudio en los bosques de Bøverbru (un pueblo de Toten, Noruega). La mezcla fue realizada por 1349 en enero de 2009. El álbum fue remezclado por Tom Gabriel Fischer.

## Lista de canciones
La versión de edición limitada del álbum contiene un bonus disc con una actuación en vivo grabada en Estocolmo en 2005.
1. "Invocation" - 6:13
2. "Serpentine Sibilance" - 4:35
3. "Horns" - 3:04
4. "Maggot Fetus" - 3:46
5. "Misanthropy" - 3:33
6. "Uncreation" - 6:59
7. "Set the Controls for the Heart of the Sun" (cover de Pink Floyd) - 6:13
8. "Solitude" - 3:38
9. "At the Gate..." - 6:52

'Works Of Fire - Forces Of Hell Live Stockholm 2005'

1. "Hellfire" - 5:47
2. "Chasing Dragons" - 6:33
3. "Satanic Propaganda" - 3:14
4. "I Am Abomination" - 4:13
5. "Manifest" - 5:06
6. "Slaves to Slaughter" - 8:55